# Ahmad Sedik
Ahmad Seddik (tiếng Ả Rập: أحمد صديق) (sinh ngày 16 tháng 8 năm 1983) là một cầu thủ bóng đá người Ai Cập.

## Danh hiệu
Al-Ahly
- Huy chương Đồng Giải bóng đá Cúp câu lạc bộ thế giới 2006.
- Vô địch Siêu cúp CAF (2009).
- Vô địch Siêu cúp CAF (2007).
- Vô địch CAF Champions League 2008.
- Vô địch CAF Champions League 2006.
- Vô địch Egyptian League(2008–2009).
- Vô địch Egyptian League(2007–2008).
- Vô địch Egyptian League(2006–2007).
- Vô địch Egyptian Soccer Cup(2007).
- Vô địch Siêu cúp bóng đá Ai Cập(2008).
- Vô địch Siêu cúp bóng đá Ai Cập(2007).
- Vô địch Siêu cúp bóng đá Ai Cập(2006).